# Sarmati
I Sàrmati o Sauromati (singolare: sàrmata; dal greco antico Σαρμάται) furono un popolo iranico e quindi, come gli Sciti, facevano parte della famiglia linguistica iranica (una famiglia linguistica indoeuropea). Aperti alla cultura e alla religione persiana, si dividevano probabilmente in quattro tribù: Iazigi, Roxolani (o Rossolani), Aorsi e Alani.
Essi in origine abitavano le steppe lungo il Volga, le regioni pedemontane degli Urali meridionali e la steppa del Kazakistan occidentale. Nei loro territori d'origine essi si scontrarono con i Battriani, i Parti e i Sogdiani. In diversi periodi e a diverse ondate essi si spinsero verso occidente.
Le popolazioni sarmatiche erano a loro volta suddivise in:
- Roxolani, i quali si insediarono nei territori occupati dagli Sciti a nord e a nord ovest del Mar Nero (tra il III secolo a.C. e il II d.C.) e con essi, in un primo momento, stabilirono un rapporto di alleanza. Quando questo rapporto venne meno i Sarmati conquistarono i territori degli Sciti assoggettando la popolazione al loro potere.
- Iazigi, i quali si insediarono nei territori a ovest dei Daci, a sud dei Germani e sia a est sia a nord del Danubio tra il III secolo a.C. e il II d.C.
- Aorsi, dei quali si sa poco: è probabile che si fossero stanziati nei pressi del regno del Bosforo a sud-est degli Alani.
- Alani, i quali si insediarono ad est del Mar Nero a nord del Caucaso e degli Aorsi e qui ci vengono descritti dai Romani come allevatori di cavalli. Furono la popolazione Sarmatica di più lunga durata, in parte si convertirono al cristianesimo ariano nel IX secolo, combatterono contro i Mongoli prima, e accanto ad essi poi (una serie di tombe, forse di guerrieri Alani cristiani è stata rinvenuta in una necropoli mongola in Corea); gli Alani rimasti si stabilirono sul Caucaso occidentale, dove subirono una più o meno forte influenza turca ed islamica nel XIV-XVII secolo, e poi un processo di parziale russificazione tra il tardo Settecento e i giorni nostri. Attualmente sono noti come Osseti.

## Storia

### Epoca greco-persiana
Si scontrarono con i Persiani durante il regno di Dario I il Grande, il quale decise che per rendere più sicuri i confini dell'Impero bisognasse assoggettare i popoli che vivevano sulle montagne del Caucaso nord-orientale.

### Epoca romana
Con i Romani non ebbero sempre rapporti pacifici e anzi spesso si fronteggiarono in lunghe guerre fin dai tempi di Augusto. Al tempo di questo imperatore romano sappiamo dalle sue Res gestae divi Augusti che:
Sul finire del I secolo-inizi del II d.C., Roxolani e Iazigi (alleati per tutto il I secolo d.C. di Roma) si schierarono contro i Romani con i Daci per difendere questi ultimi da Traiano che intendeva conquistarne i territori, e fu proprio Traiano a sconfiggerli durante la campagna.
Sappiamo che ai tempi dell'imperatore romano, Marco Aurelio, quest'ultimo voleva fare dei territori compresi nell'arco carpatico tra Dacia e Pannonia inferiore una nuova provincia chiamata Sarmatia.
Nel corso del III secolo d.C. i Sàrmati per via della conquista dei Goti dei territori a nord del Mar Nero si divisero in 2 gruppi: uno occidentale e uno orientale.
Al tempo di Costantino I, dopo che quest'ultimo li combatté in numerose occasioni, i Romani costruirono tutta una serie di terrapieni al di là del Danubio, nella pianura ungherese, per allentare la pressione di Goti e Gepidi lungo i territori degli alleati Iazigi, "appoggiati" alla vicina frontiera pannonica. Questo sistema di fortificazioni viene oggi comunemente chiamato: "Diga del Diavolo" e partiva di fronte ad Aquincum per poi seguire parallelamente il fiume Tisza, alla sua sinistra, e raggiungere la fortezza legionaria di Viminacium.
Nel 375, dall'Oriente giunsero gli Unni, che dopo aver fatto strage degli Alani accolsero i resti delle loro tribù nel loro esercito diretto verso Occidente. I vari gruppi di Sarmati furono a volte alleati dei Romani contro gli altri barbari ma altrettante volte furono nemici di Roma saccheggiandone i territori periferici e non solo: gli Alani infatti si unirono ai Vandali nella conquista dell'Africa al punto che il sovrano vandalo poté assumere il titolo di "re dei Vandali e degli Alani".
I Sarmati che come altri barbari a partire dal II-III secolo ottennero di stabilirsi nel territorio dell'Impero in cambio dovevano fornire soldati all'esercito. Già Marco Aurelio impiegò un contingente di questi ottimi cavalieri in Britannia. La Notitia Dignitatum attesta la presenza nei primi anni del V secolo di 15 colonie militari di Sarmati anche in Italia, soprattutto nella pianura del Po, sotto il comando di un Praefectus Sarmatarum gentilium. Secondo quel documento una di queste guarnigioni era stanziata nell'odierna provincia di Cuneo, a Pollentia (oggi Pollenzo), nota per essere stata teatro nel 402 della battaglia tra i Visigoti di Alarico e i Romani, fra le cui file erano presenti cavalieri Sarmato-Alani.

## Società

### Organizzazione militare

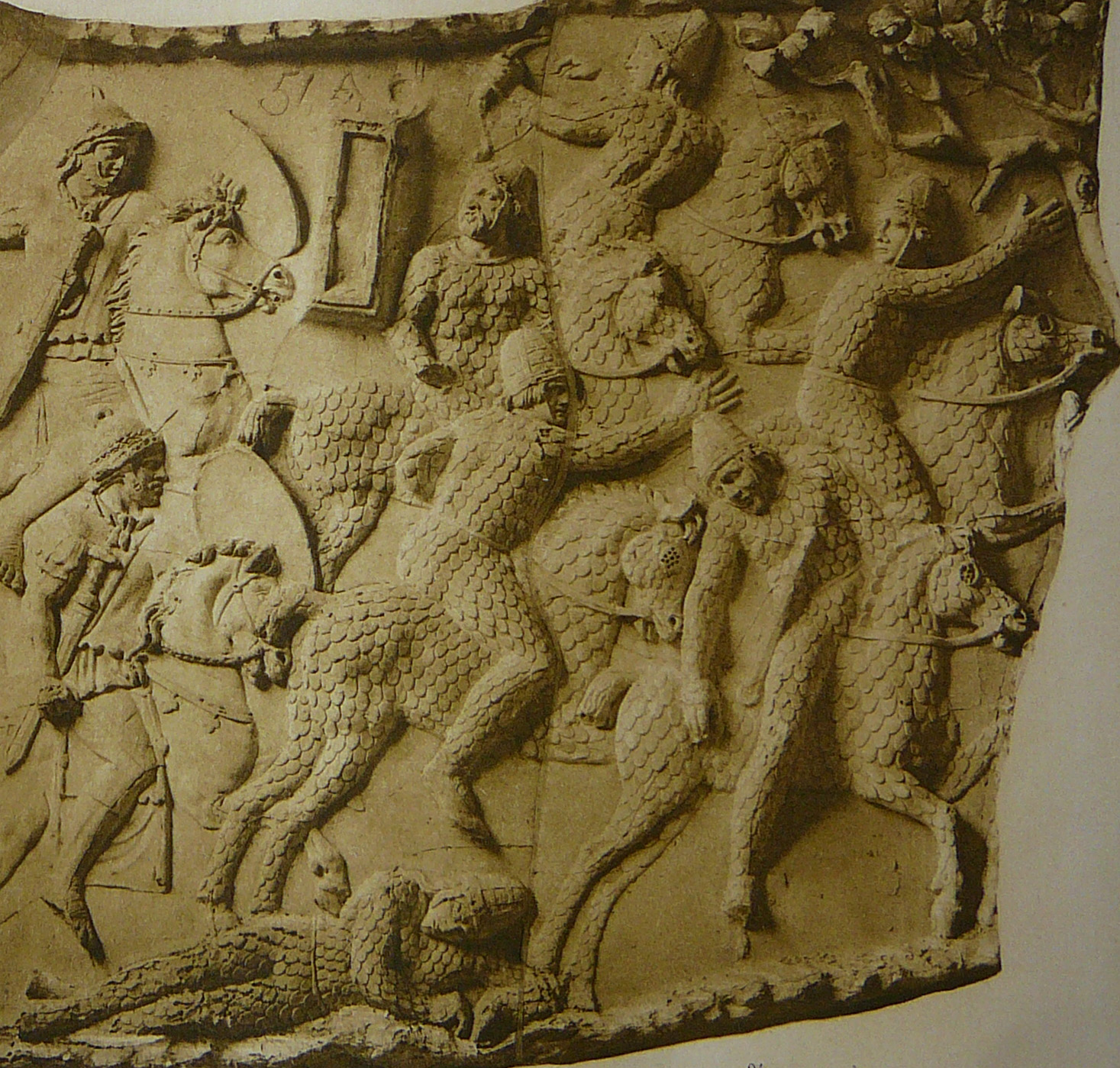
Scena XXIII della Colonna traiana a Roma, dove si riconoscono cavalieri sarmati catafracti, della popolazione dei Roxolani (vedi anche Equites cataphractarii), che combatterono infatti contro Traiano durante la conquista della Dacia degli anni 101-106.

I Sarmati erano abili cavalieri e in battaglia si dividevano in cavalieri pesanti (catafratti, i quali indossavano armature formate da squame metalliche e armati con il kontos, la lunga lancia da impatto sarmatica) e leggeri (arcieri a cavallo). Sin dal II secolo unità di cavalleria pesante sarmata furono arruolati tra le truppe ausiliarie dell'esercito romano, in particolare dall'Imperatore Marco Aurelio (121-180 d.C.), che ne mandò ben 5.000 in Britannia. Questi vennero stanziati nella guarnigione di Bremetenacum Veteranorum (Ribchester, nel Lancashire), consentendo una diretta influenza dei catafratti romani sulla cavalleria degli eserciti barbari durante il periodo delle grandi invasioni. Secondo una teoria risalente agli anni settanta la leggenda di Re Artù, l'archetipo del cavaliere medioevale, venne ispirato proprio da queste unità di cavalleria sarmata, pesantemente protette da armature a scaglie e dotate di "staffe", innovazione per la cavalleria romana.
Lo storico Publio Cornelio Tacito afferma che l'armatura dei capi roxolani e dei nobili più importanti era intrecciata di lamine di ferro o di cuoio durissimo, che rendeva il peso di questa elevato.
Lo storico Ammiano Marcellino li descrive nel IV secolo in modo molto simile a ciò che ancora è visibile sulla Colonna Traiana degli inizi del II secolo:
(Ammiano Marcellino, Storie, XVII 12.2-3.)